# Светодиодное искусство
Светодиодное искусство (англ. LED art) ― направление в рамках светового искусства, характеризуемое обширным использованием светодиодов. Светодиоды, очень недорогие в приобретении, завоевали популярность в кругах художников стрит-арта. Многие из них используют светодиоды для организации различных представлений в общественных местах. Светодиоды могут применяться в инсталляциях, интерактивных художественных работах, а также использоваться в качестве деталей для скульптур.

## Блинки
Блинки (Blinkies) ― это небольшие электронные устройства, которые излучают очень яркий (обычно мигающий) свет с помощью светодиодов и маленьких батарей. Они часто используются на ночных общественных мероприятиях наряду с фейерверками ― например, в День независимости, День Канады или Ночь Гая Фокса. Они также популярны на рейвах, новогодних вечеринках и ночных спортивных мероприятиях.

Не существует отраслевого стандарта или официального названия блинков, но в наиболее распространенных вариациях используется некоторая комбинация терминов «вспышка», «магнит», «стробоскоп», «тело», «мерцание», «свет» и / или «украшения». 

## Художники
- Дженни Хольцер ― одна из самых известных художников, использующих светодиоды в своих работах[1].;
- Бригитт Кованц ― художница из Вены
- Мелисса Фокс (также известна как Mery Crystal Ra) ― художница, получившая признание за свою инсталляцию «Реактивная река» (главное здание Европейского парламента, Брюссель, Бельгия)[2];
- Лиз Ламанш ― художница, создательница объемных картин, освещённых мерцающими разными цветами светодиодами, которые образуют эффект движения[3].;
- TheStrober ― видеоблогер; использует строб-арт в своих видео на YouTube, чтобы создать иллюзию движения колёс или смены лиц, обычно на фоне танцевальной музыки или треш-метала;
- Лю Дао ― арт-коллектив из Китая, который привлекает актёров и режиссёров для создания анимационных светодиодных портретов. Группа также прибегает к традиционным китайским видам искусства, таким как резьба по бумаге ― при этому обширно используя светодиоды, чтобы метафорически выразить путь Китая от традиции к модерну[4];
- Тития Экс ― художница из Амстердама, известная как автор инсталляции «Цветок Вселенной»[5];
- Лео Виллареал ― художник, который сочетает светодиодные фонари и программный код для создания световых дисплеев[6];
- Джим Кэмпбелл ― художник из Сан-Франциско
- Тедди Ло ― художник из Гонконга.

## Известные работы
- Cell Phone Disco by Informationlab (авторы ― Урсула Лавренчич и Ауке Тауслагер) ― инсталляция, в которой используется электромагнитный спектр, излучаемый мобильным телефоном зрителя, создающий особую визуальную интерпретацию. Светодиоды прикреплены к большим сеткам, и когда телефон активируется в какой-то части комнаты, свет включается[7];
- GreenPix ― Zero Energy Media Wall ― экологически чистое художественное пространство. Представляет собой экран низкого разрешения, где различные художники могут продемонстрировать свои работы[8];

## Инциденты
В начале 2007 года в Бостоне имел место случай сообщения о взрывном устройстве, вызванный партизанской маркетинговой кампанией. Рекламная фирма, работающая на Cartoon Network для продвижения анимационного телевизионного шоу сети Aqua Teen Hunger Force, наняла двух художников для создания художественных произведений для рекламной кампании. Художники разместили светодиодные вывески в разных местах в десяти городах. Тем не менее, Бостон оказался единственным городом, который отреагировал закрытием мостов и введением отрядов сапёров для удаления светодиодов. Большинство световых щитов были удалены, а художники были арестованы. Генеральный директор Cartoon Network Джим Сэмплс подал в отставку в результате инцидента.